# Emil Kleen
Denna artikel handlar om läkaren och skriftställaren Emil Kleen. För poeten och journalisten, se Emil Kléen.
Emil Anders Gabriel Kleen, född den 20 april 1847 i Karlsborg, död den 8 december 1923 i Stockholm, var en svensk läkare och skriftställare. 
Kleen blev filosofie doktor i Uppsala 1875, medicine doktor i Wien 1883 samt medicine hedersdoktor i Uppsala 1907. Han var praktiserande läkare i Stockholm och Karlsbad. I sin biografi över Emanuel Swedenborg hävdade han att denne led av sinnessjukdom.
Emil Kleen var son till Johan af Kleen och Anna Beata Ehrenborg samt bror till Richard Kleen. Han var gift med den norska målaren Andrea Gram. Paret hade sex barn, bland vilka märks Willy och Else Kleen.